# 마장동
마장동(馬場洞)은 대한민국 서울특별시 성동구의 행정동, 법정동이다.

## 개요
마장동은 대한민국에서 최대 규모의 축산물시장이 중심부에 소재하고, 관련산업이 밀집되어 있으며 경원선 철도가 동 중심부를 가로지르고 있어 동이 동서로 나뉘어 있으며 상가와 일반주택과 아파트를 비롯한 주택이 혼합된 지역으로 다양한 주거분표를 이루고 있는 지역이다. 조선초기부터 말을 기르던 양마장이 이곳에 있어서 ‘마장안’, 또는 한자명으로 ‘마장내’(馬場內), ‘마장리’(馬場里)라 한 것이 동명으로 된 것이다. 조선시대에는 한성부 동부인창방에 속해 있었으며 1751년 영조 27년에 나온 《도성삼군문분계총록》에 의하면 동부 인창방 마장리계였으며, 1894년 갑오개혁 때에는 동서(東署) 동소문외계 마장리라고 하였다. 1911년 경성부 인창면 마장리라고 했으며, 1914년 경기도 고양군 한지면 마장리라 하였다. 그 뒤 1936년 경성부 행정구역 확장에 따라 경성부로 편입되면서 일제식 동명인 마장정이라 하였으며, 1943년 성동구에 속하였다. 1946년 일제식 동명을 모두 없앨 때 마장동으로 하여 오늘에 이르고 있다.

## 교육
- 서울동명초등학교
- 서울마장초등학교
- 마장중학교
- 동마중학교

## 교통
- ● 수도권 전철 5호선
  - 마장역

## 같이 보기
- 대한민국의 행정 구역